# Eishockey-Bayernliga 1978/79
Die Eishockey-Bayernliga 1978/79 wurde unter dem Dach des „Bayerischen Eissportverbandes“ (BEV) organisiert, sie ist die höchste Spielklasse des Landesverbandes Bayern. Die Bayernliga wurde hinter der Regionalliga Süd als fünfthöchste Spielklasse im deutschen Ligensystem eingestuft.

## Saisonverlauf
Die Eishockey-Bayernliga 1978/79 war die elfte Ausspielung dieser Liga. Meister und Aufsteiger in die Regionalliga Süd 1979/80 wurde die EA Schongau. Neben dem Vizemeister EV Kempten gehörten auch der TSV Trostberg und ESV Burgau zu den Aufsteigern. 

### Modus
Die zwölf Teilnehmer spielten eine Hin- und Rückrunde. Platz eins wurde Bayerischer Meister. Die Plätze eins bis vier konnten sich für die Regionalliga Süd 1979/80 qualifizieren. Absteiger gab es keine.

## Teilnehmer
Nicht mehr dabei waren die Auf- und Absteiger der Vorsaison. Neu hinzukamen ein Absteiger aus der Regionalliga Süd und die Aufsteiger aus den Landesligen. Der SC Reichersbeuern war ebenfalls Absteiger aus der Regionalliga, zog sich aber in die Landesliga zurück.
| - SV Gendorf - EA Schongau - ERSC Amberg | - TSV Trostberg - TSV Schliersee - EV Berchtesgaden | - EV Kempten (Aufsteiger) - ESV Burgau (Aufsteiger) - SV Bayreuth (Aufsteiger) | - TSV Hopferau (Aufsteiger) - EHC Waldkraiburg (Absteiger) - EC Geisenhausen (Aufsteiger) |

### Meisterrunde
|    | Mannschaft           | Sp  | Tore    | Diff. | Pkte |
| -- | -------------------- | --- | ------- | ----- | ---- |
| 1. | EA Schongau          | 22  | 179:55  | +124  | 42   |
| 2. | EV Kempten (N)       | 22  | 271:41  | +230  | 41   |
| 3. | TSV Trostberg        | 22  | 125:82  | +43   | 31   |
| 4. | ESV Burgau (N)       | 22  | 119:97  | +22   | 27   |
| 5. | SV Bayreuth (N)      | 22  | 121:117 | +4    | 23   |
| 6. | EC Geisenhausen (N)  | 21* | 117:118 | −1    | 22   |
| 7. | TSV Hopferau (N)     | 22  | 68:79   | −11   | 22   |
| 8. | SV Gendorf           | 22  | 100:151 | −51   | 17   |
| 9. | EHC Waldkraiburg (A) | 22  | 90:149  | −59   | 14   |
| 10 | EV Berchtesgaden     | 22  | 59:154  | −95   | 9    |
| 11 | ERSC Amberg          | 22  | 75:170  | −95   | 8    |
| 12 | TSV Schliersee       | 21* | 79:139  | −60   | 5    |

- (N) = Neu in der Liga (A) = Absteiger, * ein Spiel weniger

 Meister und Aufsteiger  Aufsteiger  für die Bayernliga 1979/80 qualifiziert
- Bayerischer Meister 1978/79 wurde die EA Schongau.